# Rock Steady Live
Rock Steady Live es un DVD de la banda estadounidense de ska punk No Doubt, publicado el 25 de noviembre de 2003 por la compañía discográfica Interscope Records. Contiene la grabación de dos de los conciertos de No Doubt en su gira del quinto álbum de estudio, Rock Steady (2001), que fue puesto a la venta el 11 de diciembre de 2001. El material fue grabado en noviembre de 2002 en Long Beach Arena, California, y cuenta con 17 canciones de los tres anteriores álbumes de la banda: Tragic Kingdom (1995), Return of Saturn (2000) y Rock Steady. Además, incorpora las actuaciones de cuatro canciones extra, entrevistas con cada integrante de la banda y el detrás de escenas de la gira.
Rock Steady Live fue publicado junto con The Singles 1992-2003, un álbum de grandes éxitos, y Boom Box, una caja recopilatoria que contiene dos discos compactos y dos DVD. Posteriormente, No Doubt entró en un período de receso, lo que le permitió a la cantante Gwen Stefani seguir con proyectos solistas. En general, Rock Steady Live recibió reseñas favorables de los críticos musicales, quienes complementaron el sonido y el trabajo de la cámara. El DVD fue certificado con un disco de oro por la Recording Industry Association of America (RIAA).

## Antecedentes
Tras haber pasado de enero a agosto de 2001 componiendo y grabando, No Doubt publicó su quinto álbum de estudio, Rock Steady, el 11 de diciembre del mismo año. De él se publicaron cuatro sencillos, entre octubre de 2001 y julio de 2003: «Hey Baby», «Hella Good», «Underneath It All» y «Running» y el disco vendió más de tres millones de copias en los Estados Unidos. Además, obtuvo certificaciones de disco de oro, plata, platino y doble platino por las asociaciones Australian Recording Industry Association (ARIA), British Phonographic Industry (BPI), Canadian Recording Industry Association (CRIA) y Recording Industry Association of America (RIAA), respectivamente.
En el año 2002, No Doubt se embarcó en la gira promocional de Rock Steady; inició con dos fechas el 14 y 16 de marzo en Costa Rica y Venezuela, respectivamente, y continuó con presentaciones en los Estados Unidos entre marzo y noviembre del mismo año. En algunas ciudades contó con la participación de la banda burlesca Pussycat Dolls. Los críticos le otorgaron reseñas positivas a los conciertos, quienes elogiaron la variedad de estilos musicales, el escenario elaborado, el diseño del vestuario y la interacción del público.
En abril de 2003, No Doubt entró en un período de receso, antes de reunirse en septiembre de ese año para recopilar diversos trabajos retrospectivos y grabar un nuevo sencillo: «It's My Life», una versión de la banda inglesa de rock, Talk Talk. La cantante Gwen Stefani grabó dos álbumes de estudio, Love. Angel. Music. Baby., publicado en noviembre de 2004, y The Sweet Escape, puesto a la venta en diciembre de 2006.

## Contenido y lanzamiento

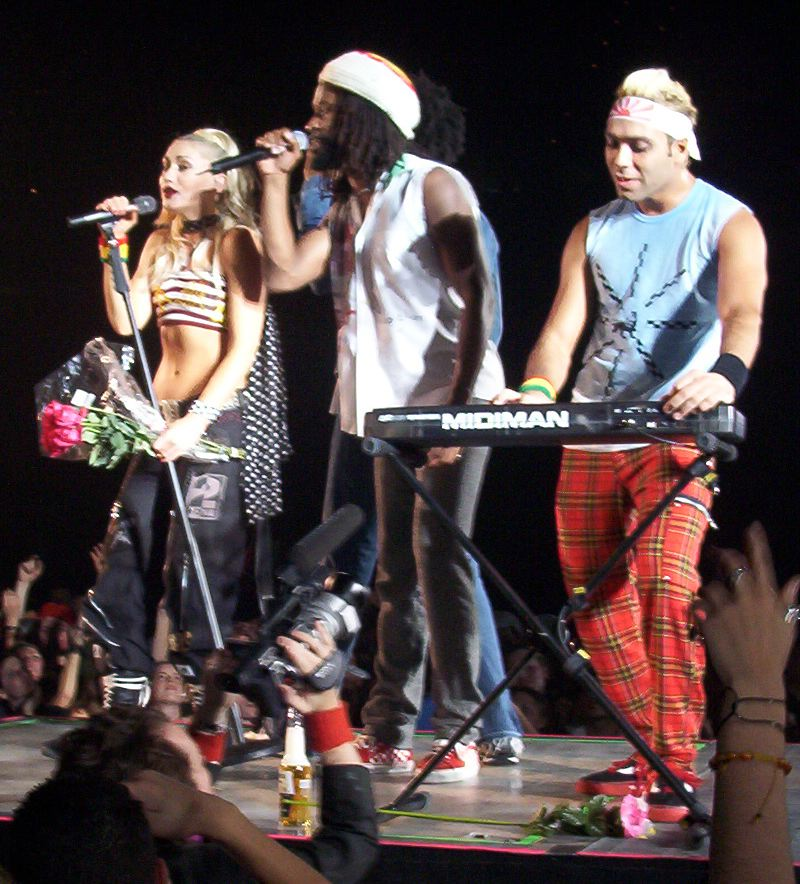
Stefani, Bradley y Kanal presentándose en la gira de Rock Steady, en Sacramento, California, el 18 de marzo de 2002.

La compañía discográfica Interscope Records publicó Rock Steady Live como un DVD, el 25 de noviembre de 2003. Ese mismo día, en los Estados Unidos, tanto The Singles 1992-2003 como Boom Box también fueron puestos a la venta por la compañía. The Singles 1992-2003 es un álbum recopilatorio con trece de los anteriores sencillos de la banda, «Trapped in a Box», de su disco debut No Doubt (1992), y el nuevo sencillo «It's My Life». Boom Box es una caja recopilatoria que contiene el DVD Live in the Tragic Kingdom (1997), una grabación de un concierto como parte de la gira del álbum Tragic Kingdom, el recopilatorio The Singles 1992-2003, The Videos 1992-2003, una compilación de los vídeos musicales de la banda, y Everything in Time, una colección de lados B y canciones raras. Sophie Muller, quien trabajó en el anterior DVD de la banda, Live in the Tragic Kingdom, se encargó de dirigir Rock Steady Live.
El DVD contiene una grabación de los dos conciertos de No Doubt ofrecidos en el Long Beach Arena, California, como parte de la gira de Rock Steady. El concierto cuenta con las actuaciones de 17 canciones: «Just a Girl», «Spiderwebs», «Don't Speak» y «Sunday Morning», pertenecientes al tercer disco de la banda Tragic Kingdom (1995); «New», «Ex-Girlfriend», «Simple Kind of Life», «Bathwater» y «Magic's in the Makeup» de Return of Saturn (2000), el cuarto material de la banda; y «Hey Baby», «Underneath It All», «Hella Good», «Running», «Rock Steady», «Don't Let Me Down», «In My Head» y «Platinum Blonde Life» de Rock Steady, su quinto álbum de estudio.
Además, incluye más de una hora y media de material extra; cuenta con actuaciones en directo de cuatro canciones adicionales: «Excuse Me Mr.» y «Different People» de Tragic Kingdom, «Trapped in a Box» de su álbum debut homónimo (1992) y «Total Hate» del segundo material, The Beacon Street Collection (1994). También, ofrece una entrevista a Liam Lynch, un amigo de la banda, piezas documentales con entrevistas a cada integrante: Tom Dumont, Tony Kanal, Gwen Stefani, Adrian Young y dos miembros de la gira, Stephen Bradley y Gabrial McNair; el detrás de escenas del tour y el metraje de la banda recibiendo la Llave de la Ciudad de Anaheim, California, en manos del alcalde Tom Daly el 22 de noviembre de 2002. Rock Steady Live fue certificado con un disco de oro por la Recording Industry Association of America (RIAA), el 15 de diciembre de 2003, tras la venta de 50 000 unidades en los Estados Unidos.

## Recepción

### Crítica
El DVD recibió reseñas generalmente favorables de los críticos musicales. Michael Hastings, de Allmovie, le otorgó tres estrellas de cinco y comentó que la banda «consiguió mantenerse fresca y creativa después de más de una década juntos». Elogió sus «habilidades como un acto en gira» y afirmó que el DVD abarcó una «retrospectiva virtual de la carrera de la banda y sus éxitos, de sus raíces de ska punk en el reino del pop». En particular, calificó de manera positiva las actuaciones de «Don't Speak», «Hey Baby» y «Just a Girl». El crítico Andrew Murfett de The Age le otorgó una reseña positiva, llamó a la calidad del sonido «excelente» y elogió los «brillantes acercamientos de las tomas» del manejo de la cámara. Describió a No Doubt como «soportable» y comentó que el repertorio «resalta [como los grandes éxitos de la banda]». J. D. Lafrance del sitio web WhatDVD afirmó que no hay nunca un momento aburrido en el DVD y que ellos tocan sus canciones con gusto. Continuó: «Demasiado a menudo, una gira puede llegar a ser rancia y simplemente una excusa para presumir y cantar mal, pero por suerte los chicos mantienen solo el equilibrio adecuado entre las presentaciones en el escenario y realmente haciendo buena música en directo». Además, le otorgó una buena reseña al material extra del DVD, al llamarlo interesante. Concluyó que «se trata de un pequeño paquete decente, con canciones adicionales de los primeros días de No Doubt, antes de su debut en Tragic Kingdom».
Marcos Fielding de musicOMH le otorgó una crítica positiva y llamó al DVD un «paquete muy deseable» y «una visita obligada para cualquier admirador de No Doubt que hay». Describió a la banda como «una de las más versátiles del planeta», interpretando un «revoltijo de rock, ska, reggae y punk», y llamó a la actuación de Stefani «hiperactiva». Asimismo, elogió el trabajo de la cámara como «espléndido» y afirmó que las imágenes y el sonido «[capturaron] el concierto en todo su esplendor rápido y furioso». En particular, elogió las actuaciones de «Hella Good», «Hey Baby», «Don't Speak», «Ex-Girlfriend» y «Spiderwebs» y la inclusión de los números extras. Por el contrario, Hal Horowitz de Allmusic, en una reseña menos positiva, describió la música como tan «manipulada radicalmente, que no es nada parecido a lo que la multitud en el lugar escuchó». Criticó el DVD por ser «muy editado», las voces por estar «grabadas pesada y consistentemente» y la edición entrecortada. No obstante, felicitó la actuación de «alta energía» de la banda, y llamó a Gwen Stefani un «torbellino de actividad, pavoneándose, acicalándose y enfadándose». Por último, le dio al DVD dos estrellas de cinco. Samantha Hall, del sitio Rock Feedback, también le dio una opinión favorable, definió a la música «divertida» y al DVD como el más representativo del disco de grandes éxitos de No Doubt, The Singles 1992-2003, que su quinto álbum de estudio Rock Steady. Elogió el enfoque del metraje cubriendo todos los integrantes de la banda más los dos miembros de la gira, en lugar de solo la cantante Stefani y el baile: «El viento y los momentos dancehall, la firma de No Doubt y un torrente aparentemente incansable de saltos y patadas altas». Hall destacó la actuación de «Magic's in the Make-up», una pista del álbum Return of Saturn, como el punto culminante del DVD. Destacó el metraje en directo como «resplandeciente [y] cercano a la perfección», al describir «los efectos de amplia gama atractivos y el acercamiento [de la cámara] sofisticado y deteniéndose», y llamó al sonido «balanceado con precisión, distinta y clara». Finalmente, le dio al DVD cuatro estrellas de cinco. De igual manera, Natasha Perry de Contactmusic.com alabó la interpretación de «Magic's in the Makeup», al describirla como «realmente conmovedora». Asimismo, comentó que lo que realmente es agradable es que los músicos participan todo el tiempo y «se evoca un ambiente familiar». Quedó admirado cómo la multitud cantó la totalidad del primer verso de «Don't Speak», la última canción del repertorio y concluyó elogiando el material extra, al describirlo como «genial» y la entrevista a la banda muy divertida: «El metraje nos da un vistazo al fascinante mundo de No Doubt, y siempre es bueno aprender más, y más para los fanáticos».

## Lista de canciones

### Concierto
| N.º | Título                  | Escritor(es)                                          | Duración |  |
| 1.  | «Hella Good»            | Chad Hugo, Tony Kanal, Pharrel Williams, Gwen Stefani | 5:40     |  |
| 2.  | «Sunday Morning»        | Kanal, Eric Stefani, G. Stefani                       | 4:54     |  |
| 3.  | «Ex-Girlfriend»         | Tom Dumont, Kanal, G. Stefani                         | 4:55     |  |
| 4.  | «Underneath It All»     | G. Stefani, David Stewart                             | 4:27     |  |
| 5.  | «Platinum Blonde Life»  | Dumont, Kanal, G. Stefani                             | 3:19     |  |
| 6.  | «Bathwater»             | Dumont, Kanal, G. Stefani                             | 3:59     |  |
| 7.  | «Don't Let Me Down»     | Dumont, Kanal, G. Stefani                             | 4:37     |  |
| 8.  | «Magic's in the Makeup» | Dumont, G. Stefani                                    | 5:13     |  |
| 9.  | «Running»               | Kanal, G. Stefani                                     | 3:37     |  |
| 10. | «In My Head»            | Dumont, Kanal, G. Stefani                             | 3:37     |  |
| 11. | «New»                   | Dumont, G. Stefani                                    | 5:48     |  |
| 12. | «Simple Kind of Life»   | G. Stefani                                            | 5:35     |  |
| 13. | «Just a Girl»           | Dumont, G. Stefani                                    | 7:18     |  |
| 14. | «Hey Baby»              | Dumont, Kanal, Rodney Price, G. Stefani               | 5:33     |  |
| 15. | «Rock Steady»           | Kanal, G. Stefani                                     | 5:50     |  |
| 16. | «Spiderwebs»            | Kanal, G. Stefani                                     | 4:21     |  |
| 17. | «Don't Speak»           | E. Stefani, G. Stefani                                | 3:24     |  |

Pistas adicionales
| N.º | Título             | Escritor(es)                              | Duración |  |
| 18. | «Total Hate»       | Gabriel Gonzalez, Chris Leal, John Spence | 3:25     |  |
| 19. | «Excuse Me Mr.»    | Dumont, G. Stefani                        | 3:48     |  |
| 20. | «Different People» | Kanal, E. Stefani, G. Stefani             | 8:30     |  |
| 21. | «Trapped in a Box» | Dumont, Kanal, E. Stefani, G. Stefani     | 3:57     |  |

### Extra
1. Entrevista a Liam Lynch
2. Metraje de Merkley: Pieces documentales individuales para cada miembro de la banda
3. Metraje del trasbastidores
4. Llave de la ciudad de Anaheim
5. Metraje oculto

Fuentes: Radioacktiva y página oficial de No Doubt.